# 密西根州學院和大學列表
以下是密西根州目前运营的公立和私立高等教育机构列表。
 公立 
- 凱爾文學院(Calvin College）
- 底特律梅西大學 （University of Detroit Mercy, UDM）
- 密西根大學（University of Michigan, Ann Arbor）（校總區）（3所分校）
- 密西根州立大學（Michigan State University）
- 密西根理工大學（Michigan Technological University）
- 東密西根大學（Eastern Michigan University）
- 中密西根大學（Central Michigan University）
- 奧克蘭大學 （密西根州）（Oakland University）
- 韋恩州立大學（Wayne State University）
- 西密西根大學（Western Michigan University）

 私立 
- 安德魯斯大學（Andrews University）
- 錫耶納赫茲大學 (（Siena Heights University)

 永久停業 
- 芬蘭迪亞大學 (Finlandia University)